# Aspila septentrionalis
Aspila septentrionalis là một loài bướm đêm trong họ Noctuidae.